# 6. Sinfonie (Bruckner)
Anton Bruckner begann die Komposition seiner 6. Sinfonie in A-Dur (WAB 106) am 24. September 1879 und schloss sie am 3. September 1881 in St. Florian ab.
Der Komponist hat seine Sechste zu Lebzeiten komplett nur einmal in der Orchesterprobe hören können, denn nur die beiden Mittelsätze (Adagio und Scherzo) wurden öffentlich unter der Leitung von Wilhelm Jahn am 11. Februar 1883 in der Reihe der Wiener philharmonischen Konzerte im großen Musikvereinssaal gespielt.
Eine erste Gesamtaufführung erfolgte am 26. Februar 1899 durch Gustav Mahler, der Eingriffe in das Werk vornahm und es stark gekürzt präsentierte. Bruckners Fassung erster Hand erklang am 14. März 1901 in Stuttgart unter der Leitung von Karl Pohlig. Da der Erstdruck teilweise stark fehlerhaft war und lange keine kritischen Ausgaben des Werkes vorhanden waren, dauerte es bis zum 9. Oktober 1935, bis die Sinfonie unter dem holländischen Dirigenten Paul van Kempen (unter Benutzung der Ausgabe von Robert Haas) zum ersten Mal so erklang, wie es die Originalpartitur vorschreibt.

## Allgemeines
Die Sechste von Bruckner galt lange Zeit (zusammen mit der Zweiten) als Stiefkind unter seinen Sinfonien – obwohl er selbst sie launig als seine „keckste“ bezeichnet hat. Dieser Zustand hat sich im Laufe der Jahrzehnte hinsichtlich der Aufführungszahlen positiv gewandelt und dieses Werk hat heute einen festen Repertoireplatz. Die Sinfonie gehört zu dem Schaffensprozess der beiden vorangegangenen Sinfonien, Nr. 4 Es-Dur „Romantische“ (1874/1880) und Nr. 5 B-Dur (1875) und gilt als Vorstufe zum letzten großen Aufschwung, den Bruckner seit der Komposition des Te Deum (erste Entwürfe im Jahre 1881) mit den darauf folgenden Sinfonien 7, 8 und 9 in erhabener Größe erreicht. Insbesondere das Adagio der 6. Sinfonie hat Modellcharakter für das später komponierte und berühmt gewordene Adagio der 7. Sinfonie.
Die diesmal von Bruckner gewählte Tonart A-Dur verleiht den musikalischen Inhalten des Werkes eine bisweilen helle Klangfarbe, die sich beispielsweise durch reichhaltiges Modulieren tonartlicher Beziehungen in der Coda des ersten Satzes zu festlichem Glanz entfaltet.

## Besetzung
Zwei Flöten, zwei Oboen, zwei Klarinetten, zwei Fagotte, vier Hörner, drei Trompeten, drei Posaunen, Basstuba, Pauken in A, D und E, erste Violine, zweite Violine, Bratsche, Violoncello, Kontrabass.
Aufführungsdauer: ca. 56 Min.

## Das Werk

### 1. Satz: Majestoso
Der erste Satz („Majestoso“) legt gleich zu Beginn mit scharf akzentuierten Noten auf „cis“ in den Violinen den Hauptrhythmus des Werkes fest. Das unmittelbar einsetzende Hauptthema wird dunkel getönt – wie später auch in der 8. Sinfonie – durch die Celli und Kontrabässe vorgetragen. Das Thema changiert dabei zwischen Dur und Moll, da Bruckner überwiegend die phrygische Kirchentonleiter verwendet und dadurch den strahlenden Klangcharakter der Haupttonart A-Dur eintrübt – ein Stilmittel, das sich durch die gesamte Sinfonie zieht. Die Wiederholung des Themas erklingt in vollem Orchesterglanz und führt zum 2. Thema, das in e-Moll mit einer absteigenden Basslinie beginnt und dessen Melodie sich bis hin zu den auffallenden Quintolen entwickelt. Alsbald taucht ein choralartiger Nebengedanke auf, der wieder zurückführt zu einer Wiederholung des 2. Themas in nun kraftvollerem Gewand in E-Dur. Der Vorgang mündet in einen Überleitungsabschnitt zum 3. Thema (C-Dur), das wiederum in einem Nachsatz die Exposition in Ruhe und Beschaulichkeit auf E-Dur ausschwingen lässt.
Der Höhepunkt der folgenden Durchführung fällt mit dem Beginn der Reprise zusammen. Einer ähnlichen Gestaltung begegnet man ebenfalls in den ersten Sätzen der drei letzten Sinfonien.
Nach Abschluss der Reprise schreibt Bruckner eine auf dem Hauptthema basierende ausgedehnte Coda, deren Großartigkeit ohne Beispiel zu seinen Satzabschlüssen von Kopfsätzen in den Sinfonien steht. Stete Veränderungen der wie von Sonnenlicht durchfluteten Harmonien unter dem ewig pulsierenden Rhythmus führen zur Apotheose ins kraftvoll leuchtende A-Dur der letzten Schlusstakte.

### 2. Satz: Adagio. Sehr feierlich
Das Adagio in F-Dur mit drei Themen besticht durch feierliche Grundstimmung und aufblühenden Streicherklang, der insbesondere dem zweiten Thema (E-Dur, Violoncelli, ständig hervortretend) seinen besonderen Reiz verleiht. Das dritte Thema (c-Moll), charakterlich der Episode eines Trauermarsches ähnlich, ist kurz und bildet in der Reprise die Überleitung zur wiederum breit angelegten Coda, in der der Streicherklang vollends dominiert. Traumverhangen und verklärt schließt der Satz (hierin dem Adagio der Zweiten Schumanns nicht unähnlich).

### 3. Satz: Scherzo. Nicht schnell – Trio. Langsam
Das Scherzo in a-Moll (Form: A-B-A) weist einen pochenden Grundrhythmus auf, Teil A wird im Verlauf aufgehellt und endet in schmetternden Fanfarenklängen in A-Dur. Originell setzt mit Pizzicato-Takten der Streicher und antwortenden Hörnerrufen das Trio (Teil B, Langsam) ein. Ein unvermittelt auftauchender Nebengedanke der Holzbläser erinnert an das Hauptthema des ersten Satzes der 5. Sinfonie. Nach dem ruhig verklingenden Trioteil wird Teil A des Scherzos wiederholt.

### 4. Satz: Bewegt, doch nicht zu schnell
Das Finale beginnt in a-Moll, das allerdings bald festlichem Dur weicht, und stellt drei Themengruppen vor, von denen die zweite Gruppe wieder mit einem aufblühenden Streicherklang aufwartet. Bemerkenswert ist auch ein kurzes Zitat aus Wagners Tristan und Isolde: In den Takten 327 ff. intonieren die Hörner den Beginn von „Isoldes Liebestod“. Der Grundduktus des Satzes ist heiter und findet seinen Abschluss in einem kurzen Zitat des Hauptthemas aus dem Kopfsatz.

## Fassungen
Wie auch die 7. Sinfonie hat Bruckner seine Sechste in der ursprünglichen Form belassen. Es liegen somit keine Zweit- oder Drittfassungen vor.

## Widmung
Bruckner widmete die 6. Sinfonie seinem Hauswirt, dem Professor der Philosophie Ritter von Oelzelt-Nevin und dessen Gemahlin Amy, geborener Edlen von Wieser.

## Gedruckte Ausgaben
Der Erstdruck – von Cyrill Hynais herausgegeben – weicht von der Handschrift relativ wenig ab; wenn man die 4. und 5. zum Vergleich nimmt. Jedoch waren von Anfang an viele kleine, aber sehr lästige Unterschiede zwischen Partitur und Stimmen vorhanden, die August Göhler schon 1919 bemängelte und deswegen eine solide Bruckner-Gesamtausgabe forderte. Dadurch war das Werk, das ohnehin dem gängigen Schema der typischen Bruckner-Sinfonie kaum entspricht, ein sehr seltener Gast in Konzerten. Alle übrigen, zu dieser Zeit erhältlichen Ausgaben, krankten an den gleichen Fehlern.
Die oft in der Bruckner-Literatur erwähnte Einrichtung der Sinfonie durch Gustav Mahler, der die erste komplette Aufführung dirigierte, ist nicht mehr auffindbar.
Nach dem Ablauf der Schutzfrist – damals 30 Jahre – gab Josef Venantius von Wöss 1927 eine sorgfältig revidierte Ausgabe heraus, in der diese Fehler eliminiert waren. Diese Fassung führte Franz Schalk mit den Wiener Philharmonikern mehrfach auf.
1930 revidierte Schalk diese Partitur anhand des in der Wiener Nationalbibliothek befindlichen Manuskripts und brachte einige geschmackvolle und sehr durchdachte Retouchen an der Partitur an. Diese an das Original angelehnte Fassung erklang 1930 in München anlässlich des Brucknerfestes. Siegmund von Hausegger berichtete von einer späten Einsicht Franz Schalks, der ihm gegenüber im Gespräch mehrfach zugab, dass er wohl bei Bruckner oft zu weit gegangen sei. Leider verhinderte der baldige Tod von Franz Schalk, dass er sich mit dem Original weiter beschäftigte. (Die ihm zugedachte Aufführung der Originalfassung der 9. Sinfonie musste Hausegger übernehmen.)
Sowohl Robert Haas als auch Leopold Nowak haben die Schalksche Einrichtung auszugsweise in den jeweiligen Revisionsberichten dokumentiert und gewürdigt.
Die beiden Urtext-Ausgaben des Musikwissenschaftlichen Verlages Wien (Haas / Nowak) weichen kaum voneinander ab.
Dank der guten Ausgaben von Haas und Nowak wurde dieses Werk inzwischen recht populär. Hilfreich war auch die Tatsache, dass es sich um eine der kürzesten Sinfonien Bruckners handelt, was dem Publikum und auch den Orchestern nicht unrecht ist.
Die 2016 von Benjamin Gunnar Cohrs vorgelegte Ausgabe der Anton Bruckner Urtext Gesamtausgabe berücksichtigt erstmals das glücklicherweise in Sankt Florian wieder aufgefundene komplette Orchestermaterial der – leider nur unvollständigen – Uraufführung und konnte manche Ungenauigkeiten beseitigen. (Bruckner vergaß z. B. oft – wenn er ganze Bögen einer Partitur ersetzte – Details wie etwa fehlende pizzicati und Akzente in die neue Fassung zu übernehmen.)

## Diskografie (Auswahl)
- Otto Klemperer, New Philharmonia Orchestra, 1965 EMI
- Eugen Jochum, Symphonieorchester des Bayerischen Rundfunks, 1967 DGG
- Bernard Haitink, Concertgebouw-Orchester, 1971 Philips
- Günter Wand, Kölner Rundfunk-Sinfonie-Orchester, 1977 Deutsche Harmonia Mundi, 2002 RCA Victor/BMG
- Herbert von Karajan, Berliner Philharmoniker, 1979 DGG
- Eugen Jochum, Staatskapelle Dresden, 1982 VEB Deutsche Schallplatten/EMI
- Wolfgang Sawallisch, Bayerisches Staatsorchester, 1982 Orfeo
- Eliahu Inbal, Radio-Sinfonie-Orchester Frankfurt, 1988 Teldec
- Günter Wand, NDR Sinfonieorchester (live), 1989 RCA/BMG
- Günter Wand, Deutsches Symphonie-Orchester Berlin (live), 1995 Profil edition Hännsler
- Stanisław Skrowaczewski, Rundfunk-Sinfonieorchester Saarbrücken, 1997 Arte Nova/Oehms
- Sergiu Celibidache, Münchner Philharmoniker (live 1991), 1998 EMI
- Michael Gielen, SWR Sinfonieorchester Baden-Baden und Freiburg, 2002 Hänssler
- Kent Nagano, Deutsches Symphonie-Orchester Berlin, 2005 Harmonia Mundi
- Günter Wand, Münchner Philharmoniker (live 1999), 2007 Hänssler
- Dennis Russell Davies, Bruckner Orchester Linz, 2008 ARTE NOVA
- Herbert Blomstedt, Gewandhausorchester Leipzig, 2009 Querstand
- Gerd Schaller, Philharmonie Festiva, 2013 Profil Günter Hännsler
- Daniel Barenboim, Staatskapelle Berlin, 2014 Accentus Music (DVD, Blu-Ray)
- Robin Ticciati, Deutsches Symphonie-Orchester Berlin, 2018 Linn Records